# ديفيد آيرلاند
ديفيد آيرلاند (بالإنجليزية: David Ireland)‏‏ (24 أغسطس 1927 في نيوساوث ويلز - يوليو 2022) مؤلف، وروائي، وكاتب، وكاتب خيال علمي من أستراليا.